# Risten–Lakviks Järnväg

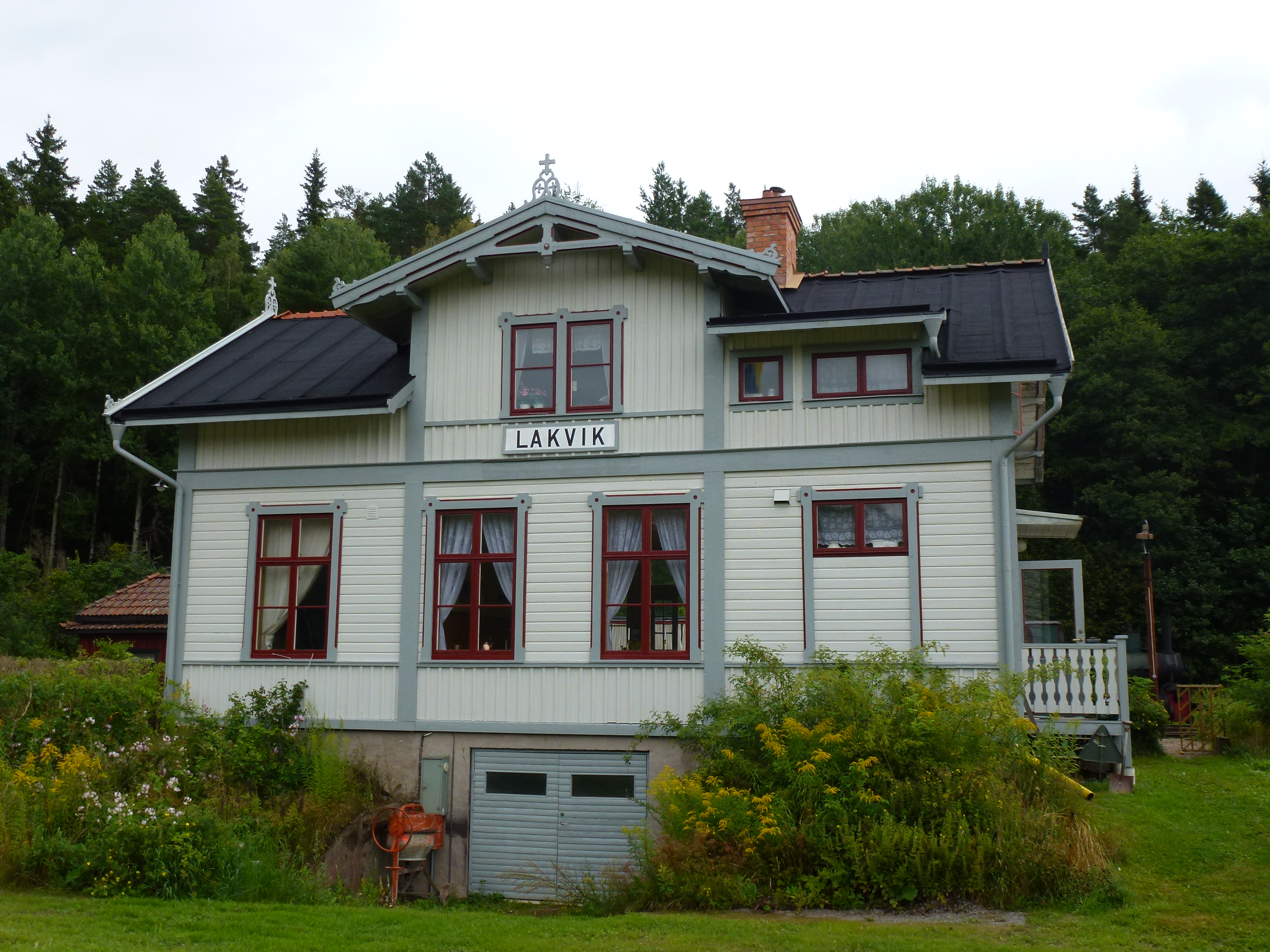
Lakviks station, tidigare Bersbo station,. 2012

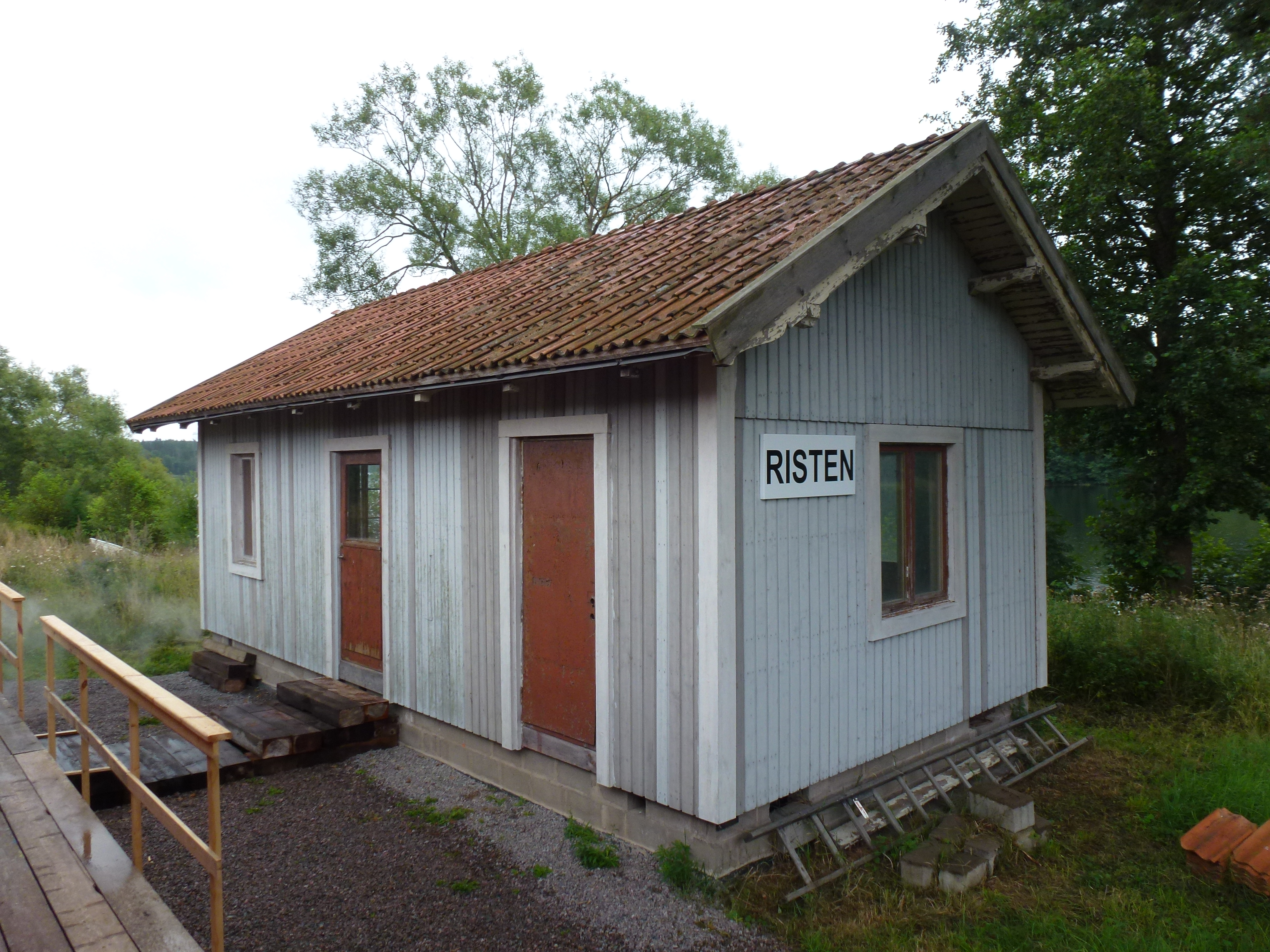
Ristens station, 2012

Risten–Lakviks Järnväg är en smalspårig (600 millimeter) museijärnväg vid Lakviks järnvägsstation, belägen mellan Åtvidaberg och Björsäter.
Vid den 1,5 kilometer långa banan finns rullande materiel från både trafik- och industribanor. I samlingarna finns bland annat tre ånglok, ett tryckluftsdrivet lok, olika större och mindre motorlok, samt två av Sveriges äldsta personvagnar (före detta spårvidd 1188 millimeter). Banan går på ett stycke banvall som tillhört järnvägen mellan Åtvidaberg och Norsholm, vilken emellertid hade spårvidden 891 millimeter.
Risten–Lakviks järnväg drivs av Museiföreningen Risten–Lakviks Järnväg, som är en ideell förening.
Järnvägen är en del av den 1878 öppnade järnvägslinjen Norsholm - Bersbo, senare inkluderad i Norsholm–Västervik–Hultsfreds Järnvägar. Vid Lakvik fanns då förutom hållplatsen en smälthytta.
Sträckan Norsholm - Bersbo lades ned 1964, och 1971 köpte Museiföreningen järnvägssträckan Risten – Lakvik innan spåret revs upp. Man hade innan dess hållit till vid Oxkullen i Nykil sedan 1965.

## Trafikplatser
- Lakvik är järnvägens utgångspunkt, med kafé i stationsbyggnaden och hallar för lok och vagnar, samt verkstad för underhåll av fordon.
- Risten är järnvägens slutpunkt i sydost, vid sjön Risten, med renoverat stationshus och spår för rundgång.

## Lok

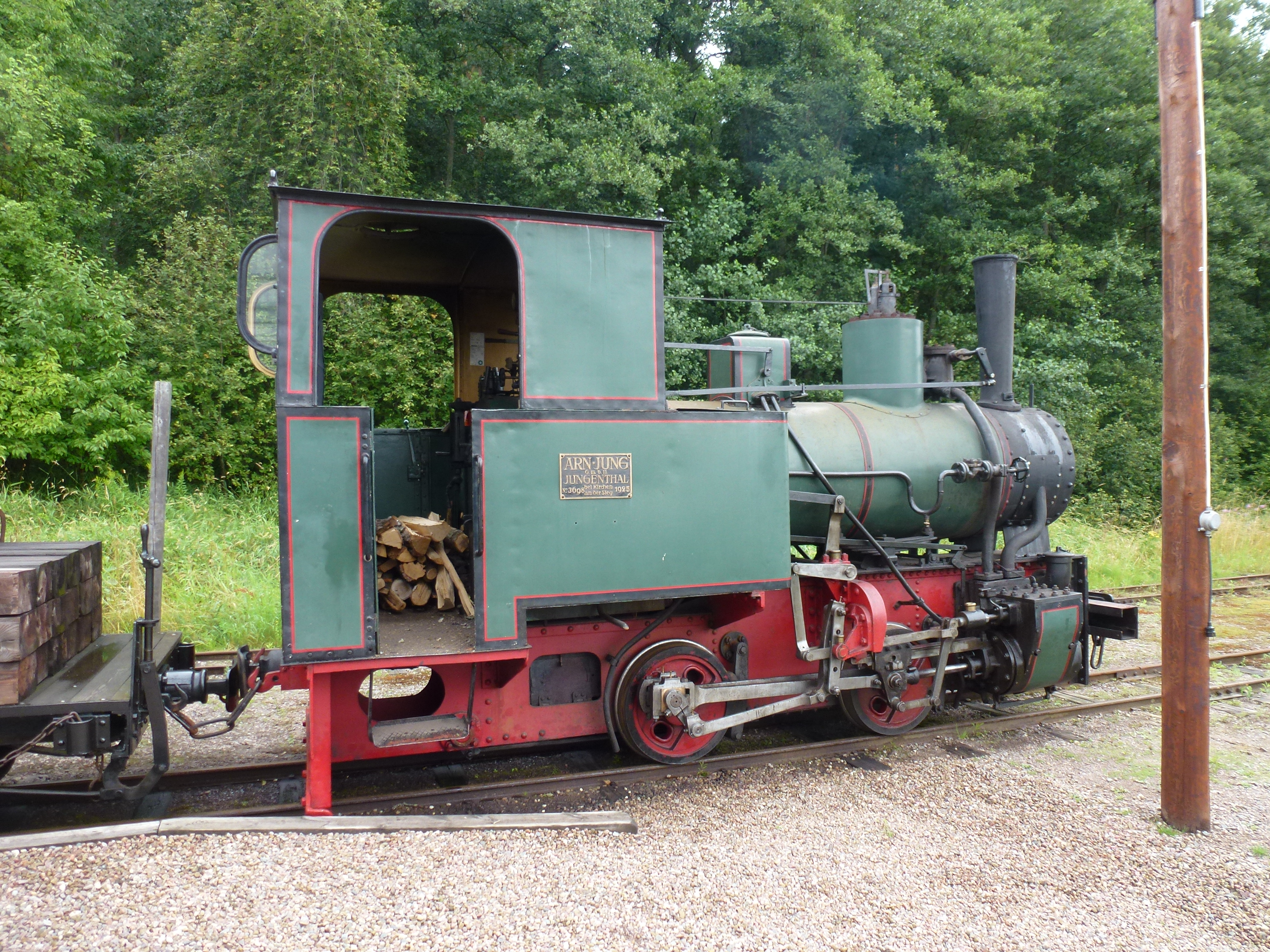
Ångloket RLJ 2 A Dahl

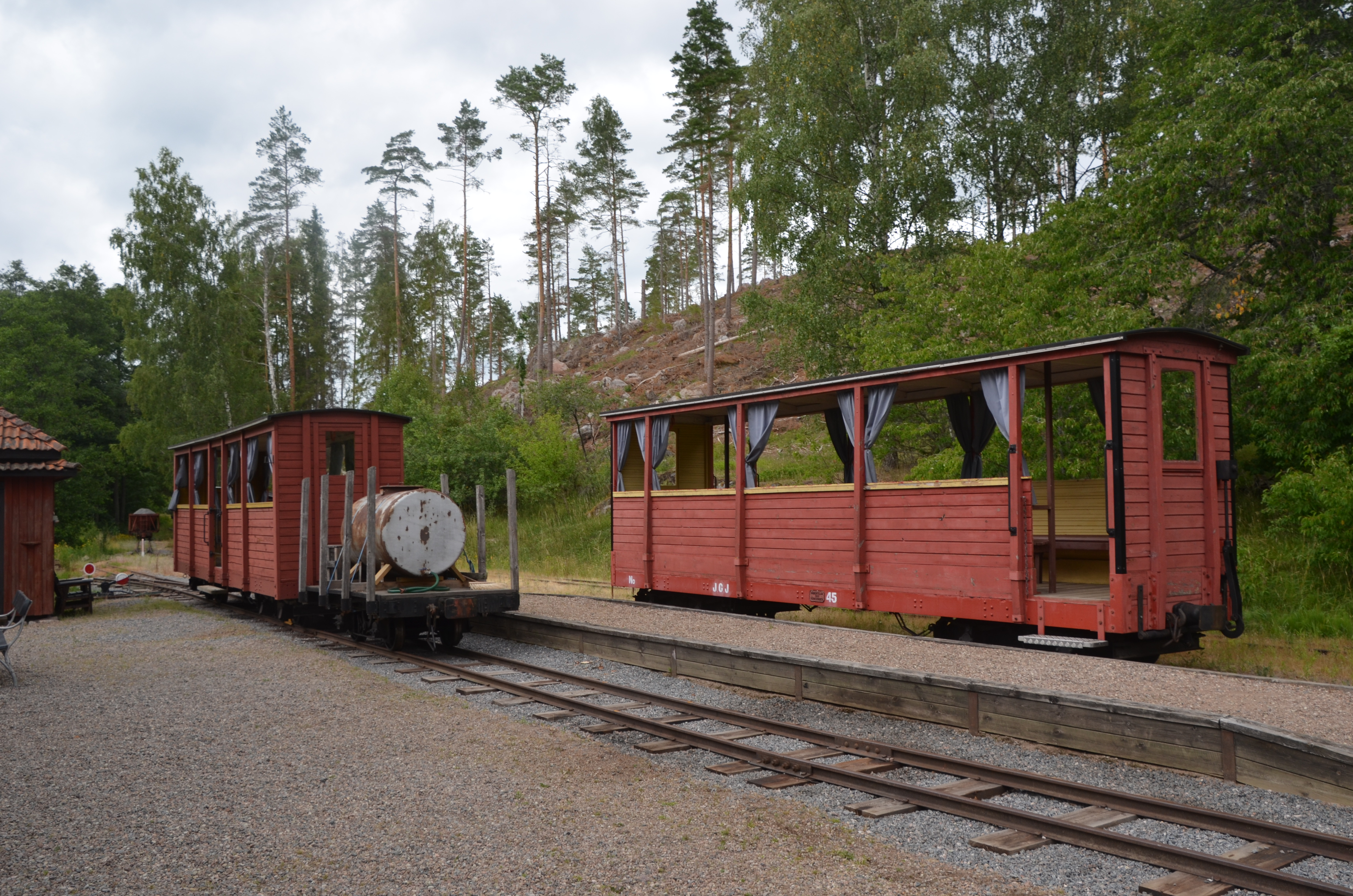
Tidigare godsvagnarna JGJ 45 och JGJ 49 från Jönköping-Gripenbergs Järnväg, byggda på Södertelge Verkstäder 1907 och ombyggda till sommarpassagerarvagnar för Risten-Lakviks Järnväg, på Lakviks station

- Ångloket RLJ 2 A Dahl från Arnold Jung Lokomotivfabrik i Jungenthal, byggt 1925.